# Villa San Remigio
Villa San Remigio, è un edificio in stile barocco lombardo. Sorge nel punto più alto del promontorio della Castagnola a Pallanza, all'interno di un grande parco, delimitato a sud dalla chiesa romanica di San Remigio, e a nord dai giardini di Villa Taranto.

## Storia
La villa risale agli ultimi anni del 1800, commissionata dalla pittrice Irlandese Sophie Browne e il poeta e musicista Silvio Della Valle di Casanova. I due coniugi ricevettero in eredità dal diplomatico irlandese Peter Browne, nonno di Sophie, l'intera proprietà sulla sommità della Castagnola, dove tra il 1903 e il 1905, fecero trasformare e ampliare un preesistente Chalet in stile svizzero, dall'architetto Pompeo Azari in una villa in stile barocco lombardo. Nel 1916 venne mutata radicalmente l’estesa tenuta avuta in eredità. Il parco un tempo scosceso e roccioso fu rimodellato con ampie terrazze a giardino.
A completa realizzazione del sogno dei due coniugi, che in una lapide esposta all'ingresso proclama che la villa è la realizzazione concreta d'un sogno che avevano iniziato a seguire insieme già da adolescenti,  la villa diede ospitalità e ispirazione a Gabriele D'Annunzio, Isolde Kurz, Richard Voss, Georg Brandes, ai pianisti Emil Von Sauer, Wilhelm Kempff, al compositore Hugo Wolf e a Ferruccio Busoni che proprio a San Remigio fu ritratto da Umberto Boccioni.
La villa rimase di proprietà della stessa famiglia fino al 1977, quando il complesso venne ceduto dalla Contessa Ester Della Valle Bonacossa, figlia di Silvio e Sophie, alla Regione Piemonte.

## Descrizione

### Villa
La villa ha una pianta articolata: caratterizzata da ampi saloni ornati da portali, cornici, camini, soffitti lignei e ricchi arredi. Le sale più importanti sono quella d'armi e della musica; attorno al salone principale sono ubicate la saletta gotica e lo studio umanistico. Elemento distintivo della Villa sono le balconate: poste a nord-est e a sud-est, che guardano il Lago Maggiore, sono sorrette da una galleria in roccia con porticato avente funzione di giardino d'inverno. Le facciate in stile barocco lombardo evidenziano le rilevanti dimensioni del cornicione e dalle finestre sormontate da timpani triangolari e curvilinei.

### Parco
Immersi negli otto ettari di parco ci sono: lo studio d'arte del 1896, le scuderie, la portineria e la cappella di famiglia, costruita sulla scogliera nel 1898, successivamente venduta, ora ospita una dimora privata. Il parco è costituito da giardini a stanze e terrazzamenti, in vari stili, italiano, inglese, medievale e frutteto. Vari stretti passaggi immettono in giardini a tema: delle Ore, della Letizia, della felicità, della Mestizia, delle Memorie ed infine in quello dei Sospiri, che ha al centro l'esedra a mosaico con sette nicchie ornate da statue di divinità mitologiche.